# Cervena Voda, Ruse
Cervena Voda (în bulgară Червена Вода) este un sat în comuna Ruse, regiunea Ruse,  Bulgaria. 

## Demografie
Componența etnică a satului Cervena Voda
     Bulgari (89,81%)
     Turci (3,97%)
     Nicio identificare (5,51%)
     Altele (0,9%)
La recensământul din 2011, populația satului Cervena Voda era de 1.433 locuitori. Din punct de vedere etnic, majoritatea locuitorilor (89,81%) erau bulgari, cu o minoritate de turci (3,97%). Pentru 5,51% din locuitori nu este cunoscută apartenența etnică. Aceștia sunt -de fapt și de drept- români, având în vedere că dealungul istoriei zona de sub Dunăre (Po-Dunavia) a fost intinsa moșie a Basarabilor și urmașilor acestora.
Nu departe este localitatea Basarabi (bulg. Basarabovo) și  extraordinara Vale a Lomului, monument al naturii (relief carstic) și impresionantul ansamblu monahal, cu zeci de chilii săpate în calcarul malurilor abrupte. Intre acestea și Chilia St Dimitrie din Basarabi (bulg. Dimitar Basarabov), monument UNESCO reabilitat in 1957 prin efortul Patriarhiei Române.